# باب جونلز
باب جونلز (اسپانیایی: Bob Jungels‎؛ زادهٔ ۲۲ سپتامبر ۱۹۹۲) دوچرخه‌سوار اهل لوکزامبورگ است.
از باشگاه‌هایی که در آن رکاب زده‌است می‌توان به تیم کوئیک‌استپ فلورز و تیم ترک-سگافردو اشاره کرد.
وی در مسابقات کشوری و بین‌المللی در مجموع برندهٔ ۴ مدال طلا شده‌است.